# Луї Ґанн
Луї-Ґастон Ґанн (фр. Louis-Gaston Ganne; 5 квітня 1862, Бюсьєр-ле-Мін — 14 липня 1923, Париж) — французький композитор та диригент.

## Біографія
Виріс у паризькому передмісті Іссі-ле-Муліно, закінчив Паризьку консерваторію, де його вчителями були Сезар Франк та Жуль Массне.
Виступав як диригент, переважно в галузі легкої музики, у тому числі у знаменитому паризькому кафешантані Фолі-Бержер та у казино Монте-Карло.
Автор численних оперетт, з яких найбільшим успіхом користувалися «Бродячі артисти» (фр. Les Saltimbanques; 1899), патріотичних маршів («Лотаринзький марш» часто виконується на французьких військових парадах), різної танцювальної музики.
Був маловідомим за межами Франції; найчастіше з його творів світові виконавці грають його ліричне «Анданте і скерцо».
На честь Ґанна названо вулицю у 20-му окрузі Парижа.